# 甘伯爾
甘伯尔（英語：Gambell），是美国阿拉斯加州的一座城市，位於聖勞倫斯島上。该市的人口在2000年为649人，2010年有681人。人口在阿拉斯加州排行第40。